# Gerard Bonniers pris

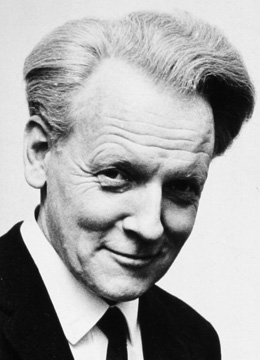
Per Anders Fogelström, pristagare 1989

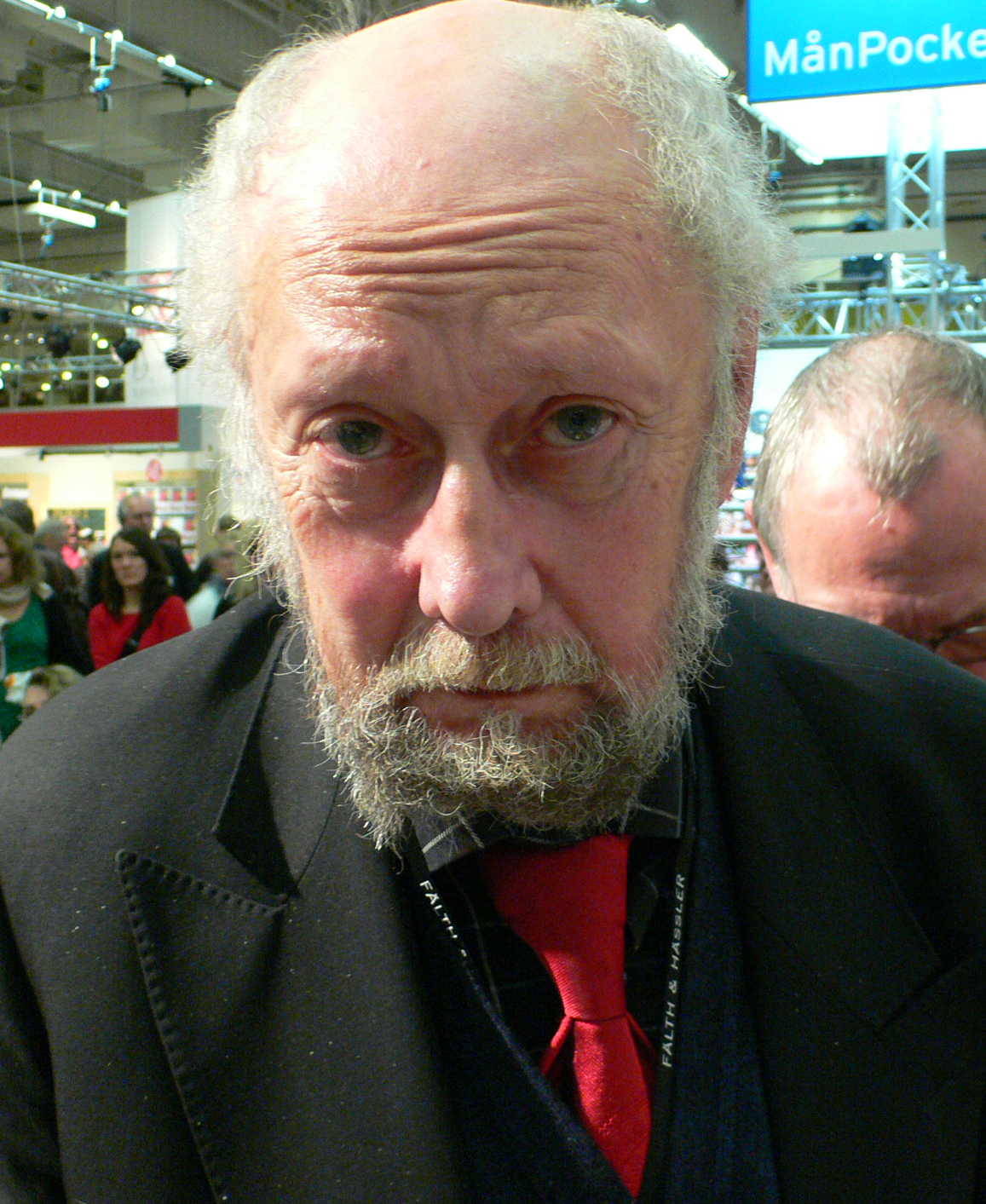
Torgny Lindgren, pristagare 1999

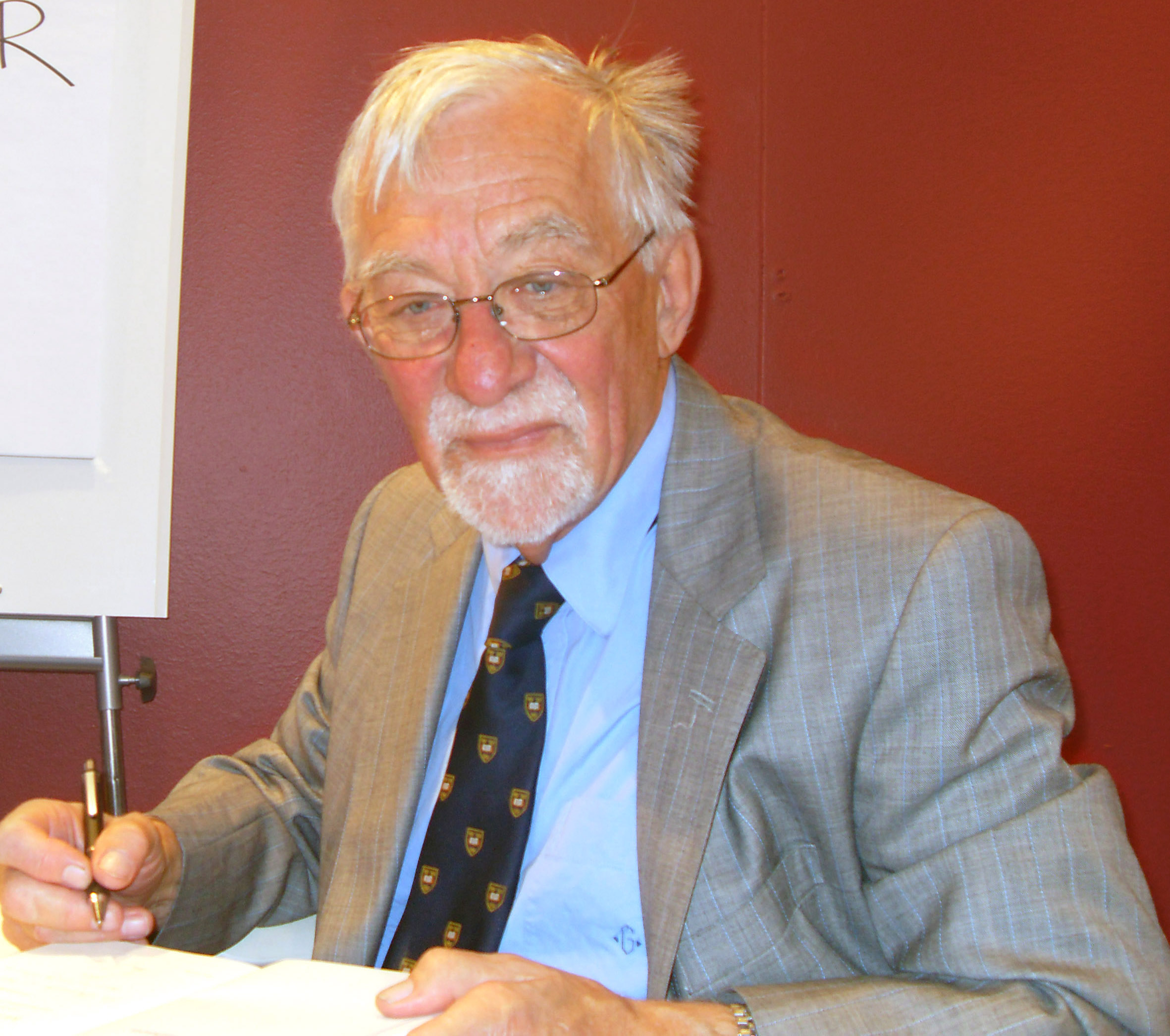
Lars Gustafsson, pristagare 2006

Gerard Bonniers pris är ett svenskt litteraturpris på 200 000 kronor (2014). Priset instiftades 1988 och utdelas årligen av Svenska Akademien till ”författare som är verksamma inom Akademiens intresseområde”. Priset utgår från en av Gerard Bonnier testamenterad fond.

## Pristagare
- 1988 – Bengt Holmqvist, Birgitta Trotzig
- 1989 – Willy Kyrklund, Per Anders Fogelström
- 1990 – Sven Alfons, Örjan Lindberger
- 1991 – Lars Ahlin
- 1992 – Sven Delblanc
- 1993 – Sara Lidman
- 1994 – Karl Vennberg
- 1995 – Per Wästberg
- 1996 – Ulf Linde
- 1997 – Göran Sonnevi
- 1998 – Bengt Emil Johnson
- 1999 – Torgny Lindgren
- 2000 – Agneta Pleijel
- 2001 – Stig Larsson
- 2002 – P.O. Enquist
- 2003 – Jan Stolpe
- 2004 – Lennart Sjögren
- 2005 – Eva Österberg
- 2006 – Lars Gustafsson
- 2007 – Carl-Henning Wijkmark
- 2008 – Olle Granath
- 2009 – Claes Hylinger
- 2010 – Ulf Eriksson
- 2011 – Karin Johannisson
- 2012 – P.C. Jersild
- 2013 – Tore Frängsmyr
- 2014 – Klaus-Jürgen Liedtke
- 2015 – Lars Svensson
- 2016 – Steve Sem-Sandberg
- 2017 – Ulrika Wallenström[3]
- 2018 – Ellen Mattson[4]
- 2019 – Ronny Ambjörnsson[5]
- 2020 – Carola Hansson[6]
- 2021 – Lotta Lotass[7]
- 2022 – Elisabeth Rynell[8]
- 2023 – Carl-Göran Ekerwald[9]
- 2024 – Marie Lundquist[10]

### Fotnoter
1. ↑  ”Svenska Akademiens priser, stipendier och bidrag”, Svenska Akademien. Läst 20 augusti 2023.
2. ↑  ”Gerard Bonniers pris”. Svenska Akademien. Arkiverad från originalet den 9 februari 2015. https://web.archive.org/web/20150209225629/http://www.svenskaakademien.se/information/pressinformation/2011/gerard-bonniers-pris. Läst 28 maj 2012.
3. ↑  Ulrika Wallenström får Gerard Bonniers pris 20 december 2017. Läst 7 november 2018.
4. ↑  ”Gerard Bonniers pris | Svenska Akademien”. www.svenskaakademien.se. https://www.svenskaakademien.se/press/gerard-bonniers-pris-12. Läst 5 november 2019.
5. ↑  ”Gerard Bonniers pris | Svenska Akademien”. www.svenskaakademien.se. https://www.svenskaakademien.se/press/gerard-bonniers-pris-13. Läst 24 december 2019.
6. ↑  ”Högtidssammankomst 2020 | Svenska Akademien”. www.svenskaakademien.se. https://www.svenskaakademien.se/akademien/sammankomster/hogtidssammankomsten/hogtidssammankomst-2020. Läst 21 december 2021.
7. ↑  ”Högtidssammankomst 2021 | Svenska Akademien”. www.svenskaakademien.se. https://www.svenskaakademien.se/akademien/sammankomster/hogtidssammankomsten/hogtidssammankomst-2021. Läst 21 december 2021.
8. ↑  ”Högtidssammankomst 2022 | Svenska Akademien”. www.svenskaakademien.se. https://www.svenskaakademien.se/akademien/sammankomster/hogtidssammankomsten/hogtidssammankomst-2022. Läst 27 december 2022.
9. ↑  ”Högtidssammankomst 2023 | Svenska Akademien”. www.svenskaakademien.se. https://www.svenskaakademien.se/svenska-akademien/sammankomster/hogtidssammankomsten/2023. Läst 30 december 2023.
10. ↑  ”Högtidssammankomst 2024 | Svenska Akademien”. www.svenskaakademien.se. https://www.svenskaakademien.se/svenska-akademien/sammankomster/hogtidssammankomsten/2024. Läst 7 januari 2025.